# Кривель (Рязанская область)
Кривель — село в Сапожковском районе Рязанской области России. Входит в Михеевское сельское поселение.

## География
Расположено на реке Пара в 14 км северо-северо-восточнее районного центра — пос. Сапожок.

## История
Кривель в качестве деревни, принадлежащей к приходу села Красной слободы, упоминается в XVII веке (1675 год). Первоначальное построение церкви в селе должно быть отнесено к 1686 году, в январе 1687 года к ней был определен уже отдельный священник. В окладных книгах 1676 года находившаяся в селе Кривеле церковь носит наименование Димитриевской, а село названо «новоселебным» с прибавкою – что была деревня к селу Красной слободе. В 1734 году в приходе к Дмитриевской церкви показан только 21 двор; при отчислении села Кривеля от Рязанского уезда к Сапожковскому в 1779 году в нем состояло 154 души муж. пола. Вместо основанной в XVII веке и пришедшей в ветхость, деревянная Дмитриевская церковь построена была в 1762 году. При ней церковной земли во владении причта состоит усадебной 3 дес., пахотной 33 дес., на каковую землю у причта плана и межевой книги не имеется. В состав прихода входят село и деревня Дмитриевка, в коих числится муж. пола 625 душ, жен. пола 601 душа. В причте при Дмитриевской церкви по штату 1873 г. положены священник и псаломщик.
Близ села располагается подворье Свято-Данилова монастыря, скит Сергия Радонежского . В 1904 году в селе был найден клад джучидских дирхемов XIV века, в районе села обнаружены две неолитические стоянки.
В советское время в селе находился колхоз им. Ленина, в летнее время на базе местной школы действовал детский пионерский лагерь отдыха. Окрестности села, богатые множеством озерков (Юрьев, Маченцев, Попов, Длинное) по берегам реки Пара, традиционно являются любимыми местами рыболовов.

## Население
| 1859 | 1906 | 2010 |
| ---- | ---- | ---- |
| 547  | ↗849 | ↘97  |